# Département de Foundiougne
Le département de Foundiougne  est l'un des 46 départements du Sénégal et l'un des 3 départements de la région de Fatick, dans l'ouest du pays.

## Administration
Son chef-lieu est la ville de Foundiougne.
Les 3 arrondissements sont :
- Arrondissement de Djilor
- Arrondissement de Niodior
- Arrondissement de Toubacouta

17  localités du département ont le statut de commune : 
- Foundiougne
- Passy
- Sokone
- Soum, créée en 2008
- Karang Poste, créée en 2008
- Toubacouta, créée en 2014
- keur samba guèye
- keur saloum diané
- nioro Alassane Tall
- diossong
- Niassene
- Diagane Barka
- Djilor
- Mbam
- djirnda
- bassoul
- dionewar

## Géographie

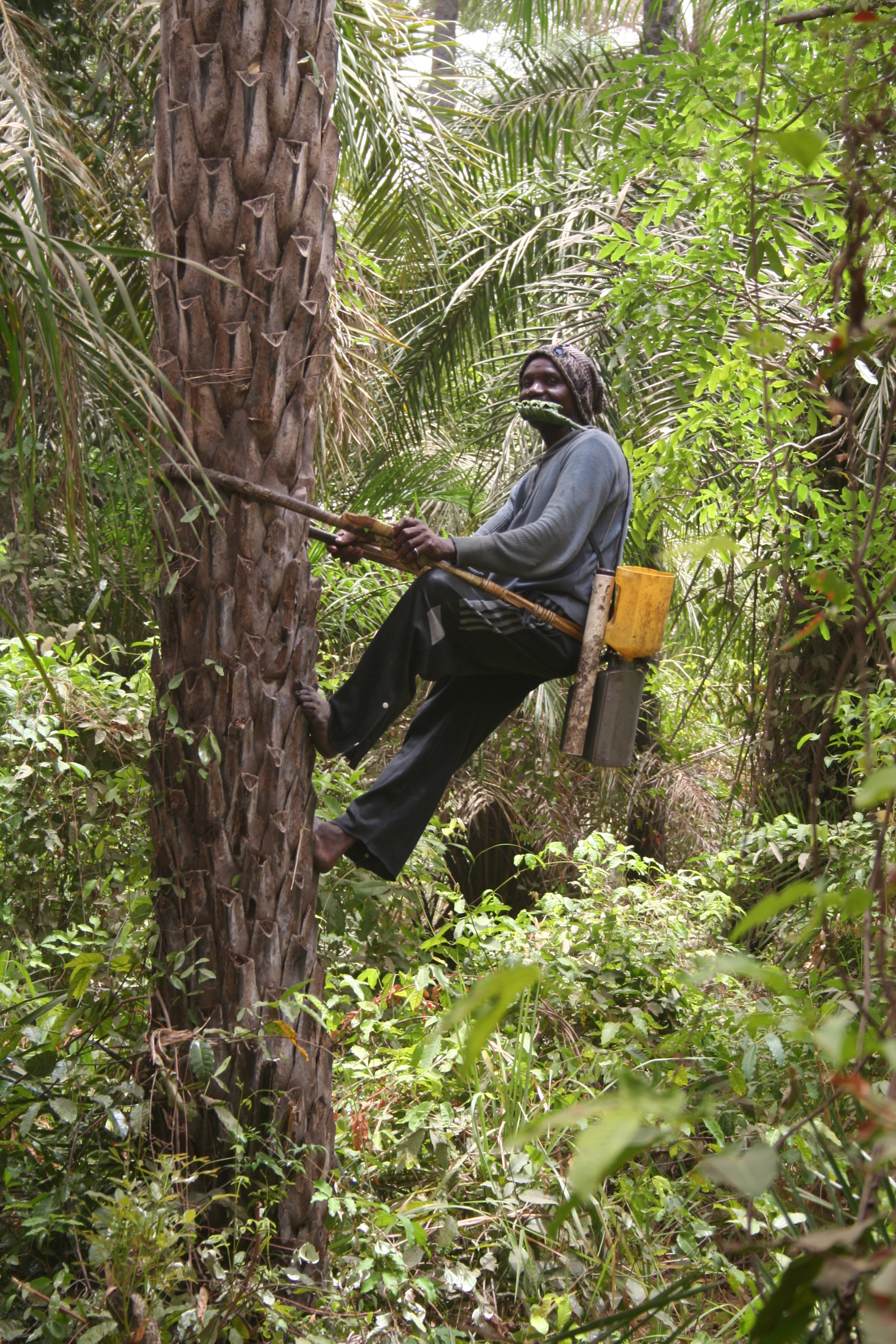
Récolte du vin de palme (Elaeis guineensis) dans la Forêt classée de Patako

### Population
Lors du recensement de décembre 2002, la population était de 207 047 habitants. En 2005, elle était estimée à 224 659 personnes, et en 2023 à 376 408 personnes.